# Rodrigo Resquín
Rodrigo Raúl Resquín Jara (n. Capiatá, Paraguay, 23 de agosto de 1989) y es un futbolista paraguayo que juega de mediocampista.

## Clubes
| Club                 | País     | Año         |
| -------------------- | -------- | ----------- |
| Deportivo Capiatá    | Paraguay | 2012 - 2013 |
| Olimpia              | Paraguay | 2014        |
| Santiago Morning     | Chile    | 2014 - 2015 |
| Deportivo Liberación | Paraguay | 2015        |
| River Plate          | Paraguay | 2016        |

### Participaciones en Copas Nacionales
| Copa               | País     | Resultado     | Partidos | Goles |
| ------------------ | -------- | ------------- | -------- | ----- |
| Copa Paraguay 2018 | Paraguay | Por confirmar | 0        | 0     |